# Franciszek Blanco
Franciszek Blanco OFM, (ur. ok. 1567 w Tamayan pod Ourense, zm. 5 lutego 1597 w Nagasaki) – święty Kościoła katolickiego, męczennik, ofiara prześladowań antykatolickich w Japonii.

## Życiorys
Wychowany w diecezji Ourense, po studiach na uniwersytecie w Salamance wstąpił do zakonu franciszkanów w Santiago de Compostela. Studia teologiczne ukończył w Manili. Przebywając na Filipinach przyjął święcenia kapłańskie, a następnie rozpoczął działalność misyjną w Japonii.
Po ogłoszeniu przez sioguna Hideyoshi Toyotomi (Taikosamę) dekretu nakazującego misjonarzom opuszczenie Japonii nastąpiła fala prześladowań chrześcijan. Franciszek Blanco przebywający wówczas w Osace został aresztowany 9 grudnia 1596 roku w Osace i razem ze współtowarzyszami to jest: Piotrem Chrzcicielem Blázquezem, Marcinem od Wniebowstąpienia a`Aguirre, Filipem od Jezusa de Las Casas, Franciszkiem od św. Michała de la Parilla i Gonsalwym Garciją zmuszony do przemaszerowania do Meako (Miyako), a następnie przewieziony do Nagasaki. Tam poddano ich torturom. Obcięto im uszy i tak okaleczonych wystawiono na widok publiczny wożąc po ulicach miasta. W trakcie egzekucji skazańcy modlili się i śpiewali psalmy. Powieszeni na krzyżach zostali dobici przez katów lancami.
Ceniony był za miłosierdzie, niewinność, szczerość i inteligencję.
Atrybutem Franciszka Blanco jest palma. Wspominany jest w Kościele katolickim w grupie Męczenników z Nagasaki dzień po rocznicy śmierci, to jest 6 lutego.

## Proces beatyfikacyjny i kanonizacyjny
Dzięki relacji Ludwika Froisa SJ, który był naocznym świadkiem śmierci Pawła Miki i towarzyszy, spisanej 15 marca 1597 roku, procedury uznania męczeństwa za wiarę tej grupy były ułatwione.
14 września 1627 roku papież Urban VIII beatyfikował Franciszka Blanco w grupie Męczenników z Nagasaki, zaś ich kanonizacji dokonał 8 czerwca 1862 roku Pius IX . Do kalendarza liturgicznego męczennicy japońscy z Nagasaki zostali włączeni w 1969 r. przez papieża Pawła VI i wymieniani są w litanii do Wszystkich Świętych.